# Adygea
Adygea (Russisch: Адыгея) of Adygië is een republiek van de Russische Federatie. Ze vormt een enclave binnen de kraj Krasnodar.

## Geografie
De republiek is gelegen aan de voet van de Kaukasus, met vlaktes in het noorden en bergen in het zuiden. Ongeveer 40% van de totale oppervlakte bestaat uit bos.

De bevaarbare rivier Koeban is met een lengte van 870 km een van de belangrijkste rivieren in de regio. Ze vormt voor een deel de noordelijke grens van Adygea.
- Officiële naam: Republiek Adygea (Russisch: Республика Адыгея)
- Officiële talen: Russisch, Adygees
- Hoofdstad: Majkop
- Bevolking: 439.996 (63,6% Russisch, 25,8% Adygeeërs, 3,7% Armeniërs, 1,4% Oekraïners, 3,3% overig)
- Oppervlakte: 7600 km²
- Hoogste punt: Tsjoegoesj (3238 m)

## Klimaat
- Gemiddelde temperatuur januari: −2 °C
- Gemiddelde temperatuur juli: +22 °C
- Gemiddelde jaarlijkse neerslag: 700 mm

## Geschiedenis
Adygea werd een autonome oblast in Rusland op 24 augustus 1922. Op dat moment was Krasnodar het bestuurlijke centrum. Vanaf 13 augustus 1928 viel Adygea onder de jurisdictie van de kraj Krasnodar. Majkop (de huidige hoofdstad) werd het bestuurlijke centrum in 1936 toen de grenzen van de oblast werden veranderd. Op 3 juli 1991 werd Adygea een autonome republiek binnen de Russische Federatie. De eerste president van Adygeya was Aslan Alijevitsj Dzjarimov, gekozen bij de verkiezingen van 1992.

## Politiek

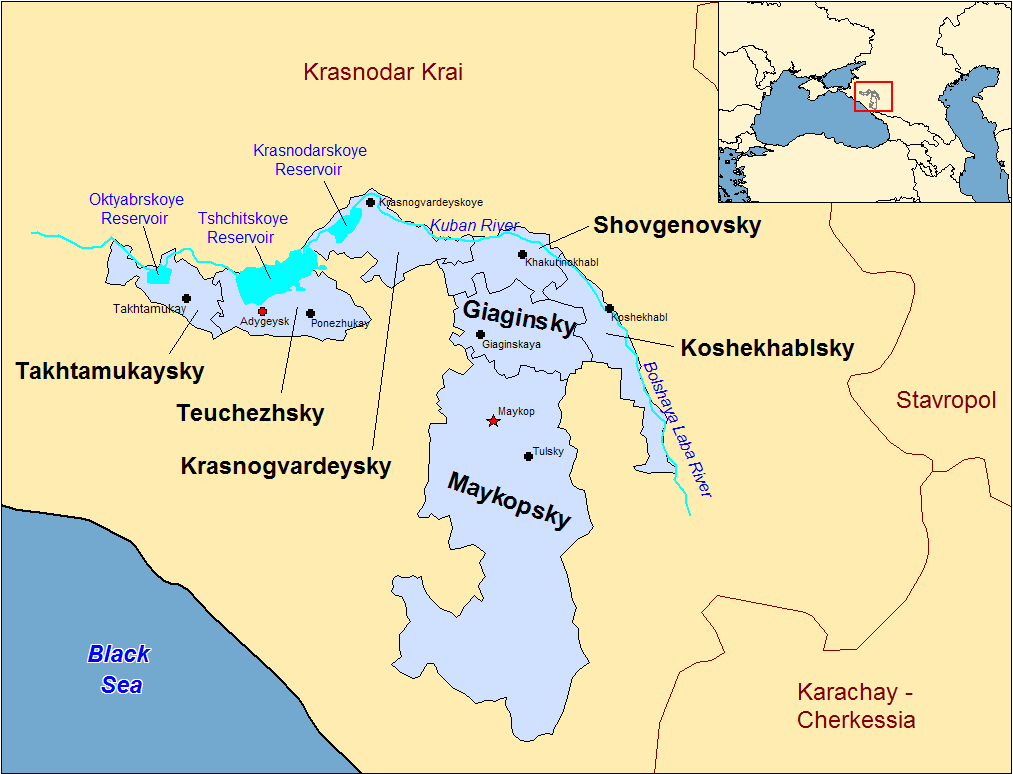
Kaartje met districten, waterbekkens en enkele plaatsen

Hoofd van de regering is de president. De president van Adygea is momenteel Moerat Koempilov, gekozen in 2013. Er is ook een direct gekozen Nationale Assemblee. De republiek vaardigt twee vertegenwoordigers af naar de Federatieraad, de eerste kamer van de Federatieve Vergadering van Rusland.

## Economie
Hoewel het nu een van de armste delen van Rusland is, heeft het wel een overvloed aan bos en vruchtbare grond. Het gebied staat onder meer bekend om zijn graan, zonnebloemen, thee, en tabak. Er is ook veeteelt (schapen, varkens).
De belangrijkste industrieën zijn: voedsel, hout- en metaalbewerking.
Adygea is verder rijk aan olie en aardgas. Andere aanwezige grondstoffen zijn goud, zilver, wolfraam en ijzer.

## Bevolking
In de republiek wonen overwegend Russen, die in 2010 63,6% van de bevolking omvatten. De Adygeeërs, die in 1926 nog 44,8% van de bevolking vormden, omvatten sinds de jaren 30 echter nog slechts 20-24% van de bevolking, al is hun percentage weer stijgende en omvatte de Adygische bevolking 25,8% van de populatie. Zij wonen vooral in de noordwestelijke en noordoostelijke uitlopers van de republiek. Andere minderheden werden in 2002 gevormd door de Armeniërs (3,7%) en Oekraïners (1,4%).
|            | 1926    | 1926    | 1939    | 1939    | 1959    | 1959    | 1970    | 1970    | 1979    | 1979    | 1989    | 1989    | 2002    | 2002    | 2010    | 2010    |
| Aantal     | %       | Aantal  | %       | Aantal  | %       | Aantal  | %       | Aantal  | %       | Aantal  | %       | Aantal  | %       | Aantal  | %       |         |
| ---------- | ------- | ------- | ------- | ------- | ------- | ------- | ------- | ------- | ------- | ------- | ------- | ------- | ------- | ------- | ------- | ------- |
| Russen     | 29.102  | 25,6    | 171.960 | 71,1    | 200.492 | 70,4    | 276.537 | 71,7    | 285.626 | 70,6    | 293.640 | 68,0    | 288.280 | 64,5    | 270.714 | 63,6    |
| Adygeeërs  | 50.821  | 44,8    | 55.048  | 22,8    | 65.908  | 23,2    | 81.478  | 21,1    | 86.388  | 21,4    | 95.439  | 22,1    | 108.115 | 24,2    | 109.699 | 25,8    |
| Armeniërs  | 738     | 0,7     | 2.348   | 1,0     | 3.013   | 1,1     | 5.217   | 1,4     | 6.359   | 1,6     | 10.460  | 2,4     | 15.268  | 3,4     | 15.561  | 3,7     |
| Oekraïners | 26.405  | 23,3    | 6.130   | 2,5     | 7.988   | 2,8     | 11.214  | 2,9     | 12.078  | 3,0     | 13.755  | 3,2     | 9.091   | 2,0     | 5.856   | 1,4     |
| Overig     | 6.415   | 5,7     | 6.313   | 2,6     | 7.289   | 2,6     | 11.198  | 2,9     | 13.939  | 3,4     | 18.752  | 4,3     | 26.355  | 5,9     | 14.093  | 3,3     |
| Totaal     | 113.481 | 113.481 | 241.799 | 241.799 | 284.690 | 284.690 | 385.644 | 385.644 | 404.390 | 404.390 | 432.046 | 432.046 | 447.109 | 447.109 | 439,996 | 439,996 |

## Districten
Adygea is onderverdeeld in zeven districten:
- Giaginski
- Kosjechablski
- Krasnogvardejski
- Majkopski
- Sjovgenovski
- Tachtamoekajski
- Teoetsjezjski